# Гельгардт, Роман Робертович
Гельгардт, Роман Робертович (р. 3 (16) сентября 1906, Москва — 1982) — советский языковед и литературовед, профессор Калининского государственного университета (ныне Тверского).

## Биография
До 1942 года Р. Р. Гельгардт работал в ленинградском Институте языка и письменности АН СССР старшим научным сотрудником. В 1942 году, как русского немца, его выселили в Казахстан, и только через несколько лет разрешили поселиться в Перми. Гельгардт стремился вернуться в Москву, но ему разрешили переехать только в Калинин (ныне Тверь). В этом помогла его дружба с В. В. Виноградовым, хлопотавшим за него.
В Калинине Р. Р. Гельгардт работал в Калининском государственном университете, сначала на должности доцента кафедры русского языка, затем — профессора кафедры общего языкознания.

## Научная деятельность
Р. Р. Гельгардту принадлежит около 100 научных работ по исследованию вопросов лингвистики, литературоведения, фольклористики. Печатался с 1928. По его инициативе с 1968 года при Калининском университете работал Лингвистический кружок (первое название — Калининское лингвистическое общество), в котором отметились многие известные филологии.
Работа «Стиль сказов Бажова» (1958) — является одним из первых опытов комплексного изучения памятников художественной литературы в области литературоведения, фольклористики и языковедения.

### Основные работы
- О словаре языка Пушкина // «Известия АН СССР. ОЛЯ», 1957, в. 4
- Стиль сказов Бажова, 1958
- Гельгардт Р. Р. Фантастические образы горняцких сказок и легенд (к типологической характеристике старого рабочего фольклора) // Русский  фольклор. Материалы и исследования. — М.-Л.: Издательство Академии наук СССР, 1961. — Т. 6. — С. 193–226.
- Л. Толстой о народности писательского языка // «Русская литература», 1961, № 4
- О сравнит. изучении рабочего фольклора // «Советская этнография», 1962, № 5
- Избранные статьи: языкознание, фольклористика. Калинин, 1966.
- Исследование стиля художественной речи: Теоретические основы.
- Гельгардт Р. Р. Помехи в понимании речевых сообщений // журнал «Русский язык в школе». — 1968. — № 3. Архивировано 28 октября 2016 года.